# 피자 상자

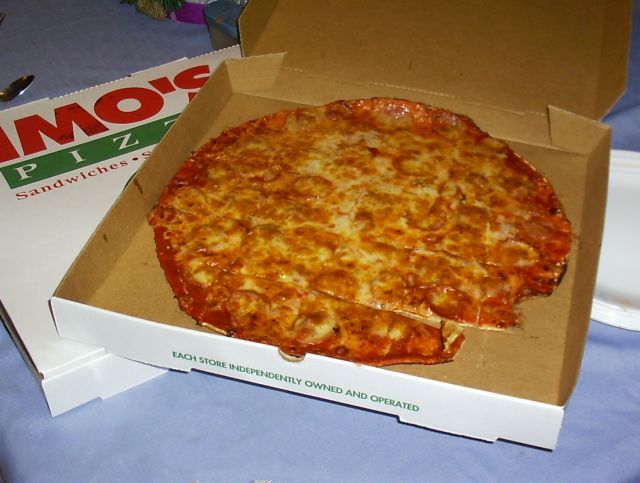
피자 상자에 들어있는 피자

피자 상자 또는 피자 박스(영어: pizza box, 일본어: ピザボックス)는 주로 골판지로 만들어진 접이식 포장 상자로, 테이크 아웃을 위해 뜨거운 피자를 보관한다. 피자 상자를 사용하면 배달과 테이크아웃도 용이하다. 피자 상자는 내구성이 뛰어나고, 저렴하고, 쌓을 수 있어야 하며, 습도를 조절하기 위해 단열 기능이 있어야 하고 식품 운송에 적합해야 한다. 보통 크라프트 합지로 제작된다.